# 茨城県高等学校の廃校一覧
茨城県高等学校の廃校一覧（いばらきけんこうとうがっこうのはいこういちらん）とは、茨城県の廃校となった高等学校の一覧。対象となるのは学制改革（1948年）以降に廃校となった高等学校と分校である。名称は廃校当時のもの。廃校時に属していた自治体が合併により消滅している場合は現行の自治体に含める。また、現在休校中の学校は公式には存続していることとなっているが、休校中の学校は事実上廃校となっている場合が多いため、便宜上本項に記載する。
小学校や中学校と異なり、生徒が在学中に在籍校が変更となることはほとんどなく、新設校が開校する年と旧校が閉校となる年は異なることが多い。また、統合した場合でも片方の高等学校が旧校の生徒が卒業するまで存続扱いとなる場合もある。

## 公立高等学校

### 日立市
- 茨城県立日立第一高等学校本山分校（1974年）[1]

### 古河市
- 茨城県立総和高等学校（2013年開設の茨城県立古河中等教育学校に順次移行し、2015年廃校）[2]

### 石岡市
- 茨城県立八郷高等学校（2009年[3]茨城県立石岡第一高等学校へ統合、その後校舎を改装・増築の上で青丘学院つくば中学校・高等学校が2014年に開校）[注釈 1]

### 常総市
- 茨城県立石下高等学校（2011年つくば市の上郷高と統合し茨城県立石下紫峰高等学校へ）※旧石下高校舎を使用[5]。

### 常陸太田市
- 茨城県立里美高等学校（2006年太田第二高へ統合され里美校となるも、2013年閉校[3]）
- 茨城県立太田第二高等学校（2018年佐竹高と統合し茨城県立太田西山高等学校へ）[6]
- 茨城県立佐竹高等学校（2018年太田第二高と統合し太田西山高へ）[6]

### 高萩市
- 茨城県立高萩工業高等学校（2008年[3]松丘高と統合し茨城県立高萩清松高等学校へ）[注釈 2]
- 茨城県立松丘高等学校（2008年[3]高萩工業高と統合し高萩清松高へ）[注釈 3]

### 笠間市
- 茨城県立友部高等学校（2024年春閉校[7]、校舎は新設の茨城県立IT未来高等学校へ転用[8]）

### つくば市
- 茨城県立上郷高等学校（2011年常総市の石下高と統合し石下紫峰高へ）[5]
- 茨城県立並木高等学校（2013年茨城県立並木中等教育学校への完全移行に伴い廃校）[9]

### ひたちなか市
- 茨城県立那珂湊第一高等学校（2009年那珂湊第二高と統合し茨城県立那珂湊高等学校となり[10]、2011年完全移行[3]）
- 茨城県立那珂湊第二高等学校（2009年那珂湊第一高と統合し那珂湊高となり[10]、2011年完全移行[3]）

### 常陸大宮市
- 茨城県立大宮高等学校（2006年募集停止、大宮工業高と統合し茨城県立常陸大宮高等学校へ）[11]
- 茨城県立大宮工業高等学校（2006年募集停止、大宮高と統合し常陸大宮高へ）[11]
- 茨城県立山方商業高等学校（2010年募集停止、常陸大宮高へ統合）[11]

### 稲敷市
- 茨城県立江戸崎高等学校（2005年江戸崎西高と統合し茨城県立江戸崎総合高等学校が開校し、2007年完全移行）[12]
- 茨城県立江戸崎西高等学校（2005年江戸崎高と統合し江戸崎総合高が開校し、2007年完全移行[12]、跡地には稲敷市役所が移転）

### 北茨城市
- 茨城県立磯原高等学校（2008年北茨城高と統合し茨城県立磯原郷英高等学校へ）[13]
- 茨城県立北茨城高等学校（2008年磯原高と統合し磯原郷英高へ）[13]

### 坂東市
- 茨城県立岩井西高等学校（2008年岩井高へ統合）[14]
- 茨城県立岩井高等学校（2020年茨城県立坂東清風高等学校開校に伴い[15]、2022年完全移行[14]）
- 茨城県立坂東総合高等学校（同上）[15][16]

### 鉾田市
- 茨城県立鉾田第二高等学校〈旧〉（2018年鉾田農業高と統合し茨城県立鉾田第二高等学校〈新〉となり[17]、2020年完全移行[18]）
- 茨城県立鉾田農業高等学校（2020年鉾田第二高〈旧〉と統合し鉾田第二高〈新〉となり[17]、2020年完全移行[18]）

### 小美玉市
- 茨城県立小川高等学校（2013年[3]茨城県立中央高等学校へ統合）[注釈 4]

### 猿島郡
- 茨城県立境西高等学校（2011年[3]茨城県立境高等学校へ統合）[注釈 5]

### 久慈郡
- 茨城県立大子第一高等学校（2004年大子第二高と統合し茨城県立大子清流高等学校となり、2006年完全移行）[20]
- 茨城県立大子第二高等学校（2004年大子第一高と統合し大子清流高となり、2006年完全移行）[20]

## 私立高等学校

### 土浦市
- 土浦女子高等学校（1962年閉校、跡地は土浦日本大学中学校・高等学校に）

### 石岡市
- 法政大学第三高等学校（1955年）[21]

### 稲敷郡
- 常陽高等学校（日本体育大学の附属校）[注釈 6]

### 東茨城郡
- 常央高等学校

### つくば市
- 東豊学園つくば松実高等学校（2020年）[22]